# 0981
0981 è il prefisso telefonico del distretto di Castrovillari, appartenente al compartimento di Catanzaro.
Il distretto comprende la parte nord-orientale della provincia di Cosenza. Confina con i distretti di Lagonegro (0973) e di Matera (0835) a nord, di Rossano (0983) e di Cosenza (0984) a sud, di Paola (0982) e di Scalea (0985) a ovest.

## Aree locali e comuni
Il distretto di Castrovillari comprende 39 comuni inclusi nelle 3 aree locali di Cassano all'Ionio (ex settori di Cassano allo Ionio, Cerchiara di Calabria e Spezzano Albanese), Castrovillari (ex settori di Castrovillari, Lungro, Mormanno e San Sosti) e Trebisacce (ex settori di Amendolara, Montegiordano e Trebisacce). I comuni compresi nel distretto sono: Acquaformosa, Albidona, Alessandria del Carretto, Altomonte, Amendolara, Canna, Cassano all'Ionio, Castroregio, Castrovillari, Cerchiara di Calabria, Civita, Firmo, Francavilla Marittima, Frascineto, Laino Borgo, Laino Castello, Lungro, Montegiordano, Morano Calabro, Mormanno, Mottafollone, Nocara, Oriolo, Papasidero, Plataci, Rocca Imperiale, Roseto Capo Spulico, San Basile, San Donato di Ninea, San Lorenzo Bellizzi, San Lorenzo del Vallo, San Sosti, Sant'Agata di Esaro, Saracena, Spezzano Albanese, Tarsia, Terranova da Sibari, Trebisacce e Villapiana .